# Robert Feix

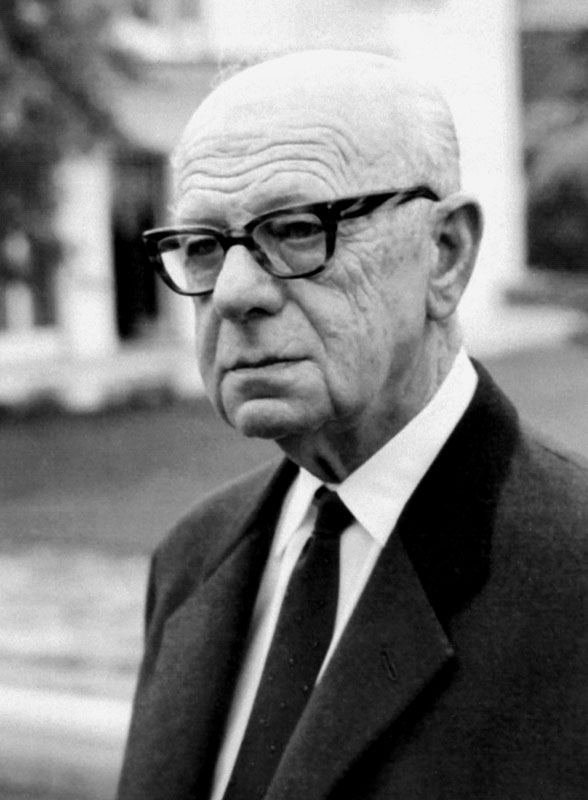
Robert Feix (1968)

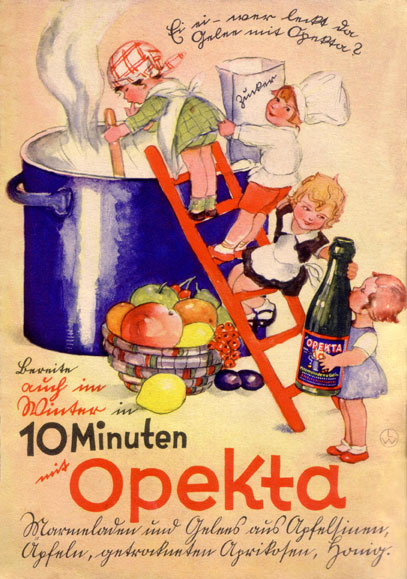
Ei ei – wer leckt da
Gelee mit Opekta?

Robert Feix (* 26. Mai 1893 in Wien; † 26. Oktober 1973 in Innsbruck-Igls) war ein österreichischer Chemiker und Unternehmer, der das Geliermittel Opekta erfand. 1928 gründete Feix das gleichnamige Produktions- und Vertriebsunternehmen mit Stammsitz in Köln. Als „Halbjude“ überlebte Feix seine Inhaftierung in Konzentrationslagern, da seine Kenntnisse bezüglich der Entwicklung eines Blutstillmittels dem nationalsozialistischen Regime wichtig waren.

## Leben
Sein Vater war Ludwig Feix († 1927). Die Mutter von Robert Feix entstammte der jüdischen Familie Scheinberger aus Ungarn. 1916 heiratete Feix in Bozen seine erste Frau Maria. Das Paar hatte zwei Kinder, Robert und Maria. 1934 heiratete er ein zweites Mal, seine neue Frau war Ilse Hartmann. Beide hatten drei Kinder, Gabriele, Ulrich und Hans Marius.
1924 starb Feix’ Onkel Alexander Scheinberger. Nach ungarischem Recht waren dessen Söhne allein erbberechtigt, doch waren sie zu jenem Zeitpunkt noch nicht volljährig. Die Ehefrau des Verstorbenen erhielt ein lebenslanges Nutzungsrecht des Vermögens. Sie bestellte ihren Neffen zum Prokuristen. Später wurde Feix Geschäftsführer der Pomosin Werke in Frankfurt am Main.
Er stellte in den 1920er Jahren Überlegungen an, wie Pektin auch Hausfrauen zugänglich gemacht werden könnte. Pektin wurde zu dieser Zeit von Pomosin ausschließlich für die Industrie hergestellt. Feix ließ sich die Produktion als Geliermittel in haushaltsüblichen Mengen lizenzieren und versuchte, die Lizenz dazu an den Lebensmittelhersteller Dr. Oetker zu verkaufen. Dieser lehnte allerdings ab.
Daraufhin gründete Feix 1928 die Opekta GmbH, die Pektin für den Haushaltsbedarf als Geliermittel für Marmeladen verkaufte. Der Erfolg, den sich die Firma in den 1920er Jahren erarbeitete, führte dazu, dass Feix beschloss, Handelsniederlassungen in der Schweiz, Österreich, der Tschechoslowakei und den Niederlanden zu gründen. Erster Geschäftsführer der Zweigstelle in Amsterdam war Otto Frank, der Vater von Anne Frank.
Mit Beginn der 1930er Jahre verlangten die inzwischen volljährigen Scheinberger-Brüder die Geschäftsführung der Pomosinwerke von Feix zurück und, da dieser auch an den Werken beteiligt war, auch dessen Beteiligung. Diesem Antrag entsprach in dem folgenden Rechtsstreit das Gericht 1936 nicht, dennoch verlor Feix aufgrund der Kampagne seinen Einfluss auf Pomosin, und ebenfalls auf Opekta.
Nach dem Anschluss Österreichs an das nationalsozialistische Deutsche Reich am 13. März 1938 wurde Feix noch am selben Tag von der Gestapo verhaftet. Ihm wurden Devisenvergehen vorgeworfen, weil er Geld aus Deutschland zu den ausländischen Niederlassungen transferiert hatte. Danach wurde er noch mehrmals verhaftet und zuletzt ins KZ Dachau verbracht. Ab Mitte 1943 war Feix Assistent von Sigmund Rascher, der das von Feix entwickelte blutstillende Präparat Polygal beforschte. Ab April 1944 setzte Kurt Plötner im KZ-Außenkommando Schlachters und zuletzt im KZ-Außenlager Lochau wiederum mit Feix als Assistenten die Polygalforschung fort. Er war bis April 1945 inhaftiert und überlebte, da das von ihm entwickelte blutstillende Mittel erfolgreich bei der Wehrmacht eingesetzt wurde.
Nach dem Ende des Zweiten Weltkrieges wurde Feix wegen der Kooperation mit Plötner von den Alliierten im März 1946 verhaftet. Zwischen Feix und den Brüdern Scheinberger wurde der lange Rechtsstreit 1952 mit einem Vergleich abgeschlossen, in dessen Folge Feix alle Firmen, die mit Opekta in Verbindung standen, zurückerlangte, seine Anteile an den Pomosinwerken jedoch verlor.